# Рада Марковић
Рада Марковић (Кобиље, 1960) српска је сликарка. 

## Биографија
Завршила је вишу графичку школу. Члан је Ликовне радионице Петар Добровић у Дарди. Сликарством се интензивније бави од 1995. године. 
Најчешће користи технике оловке, пастела, акварела и уља на платну. Учесник је већег броја ликовних колонија (нпр. Ђола 2004, Ђола 2005, Ђола 2006) и групних изложби. Самостално је излагала у новембру 2005. године у Осијеку (изложба слика Грације) затим у Борову и Вуковару. 
Од 1991. године живи у Дарди. Супруга је Мирка Марковића.